# Gălățeni, Mureș
Gălățeni (în maghiară Szentgerice) este un sat în comuna Păsăreni din județul Mureș, Transilvania, România.

## Personalități
- Elek Jakab (1820-1897), istoric, membru al Academiei Ungare de Științe și membru al ASTRA

## Monumente
- Biserica unitariană din Gălățeni

## Obiective memoriale

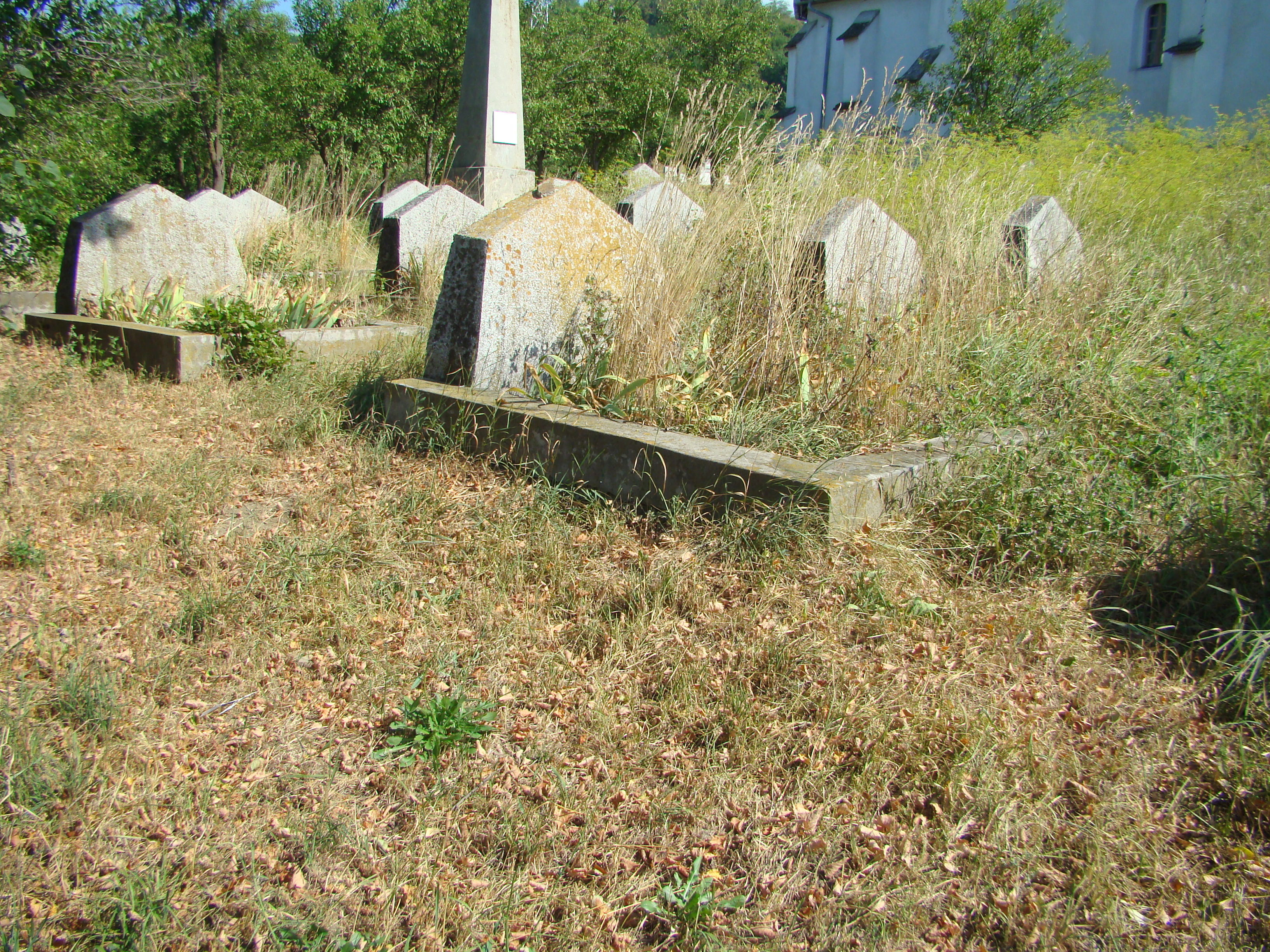
Cimitirul Eroilor Români din Al Doilea Război Mondial

Cimitirul Eroilor Români din Al Doilea Război Mondial este amplasat lângă Biserica Unitariană. A fost amenajat în 1944, restaurat în 1965 și are o suprafață de 466 mp. 
În acest cimitir sunt 26 de însemne de căpătâi și sunt înhumați 596 de eroi români. 

## Imagini

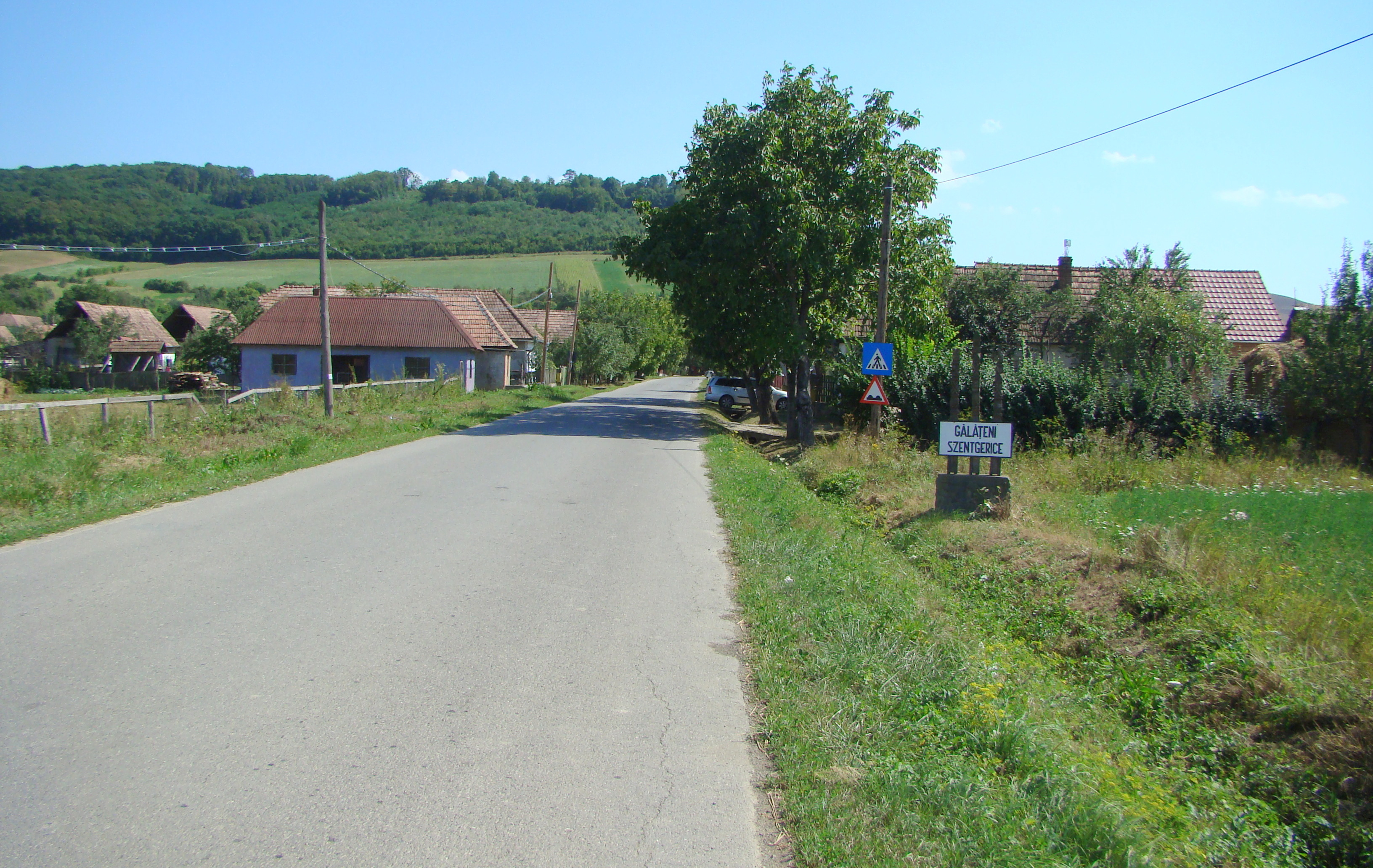
Intrarea în localitate
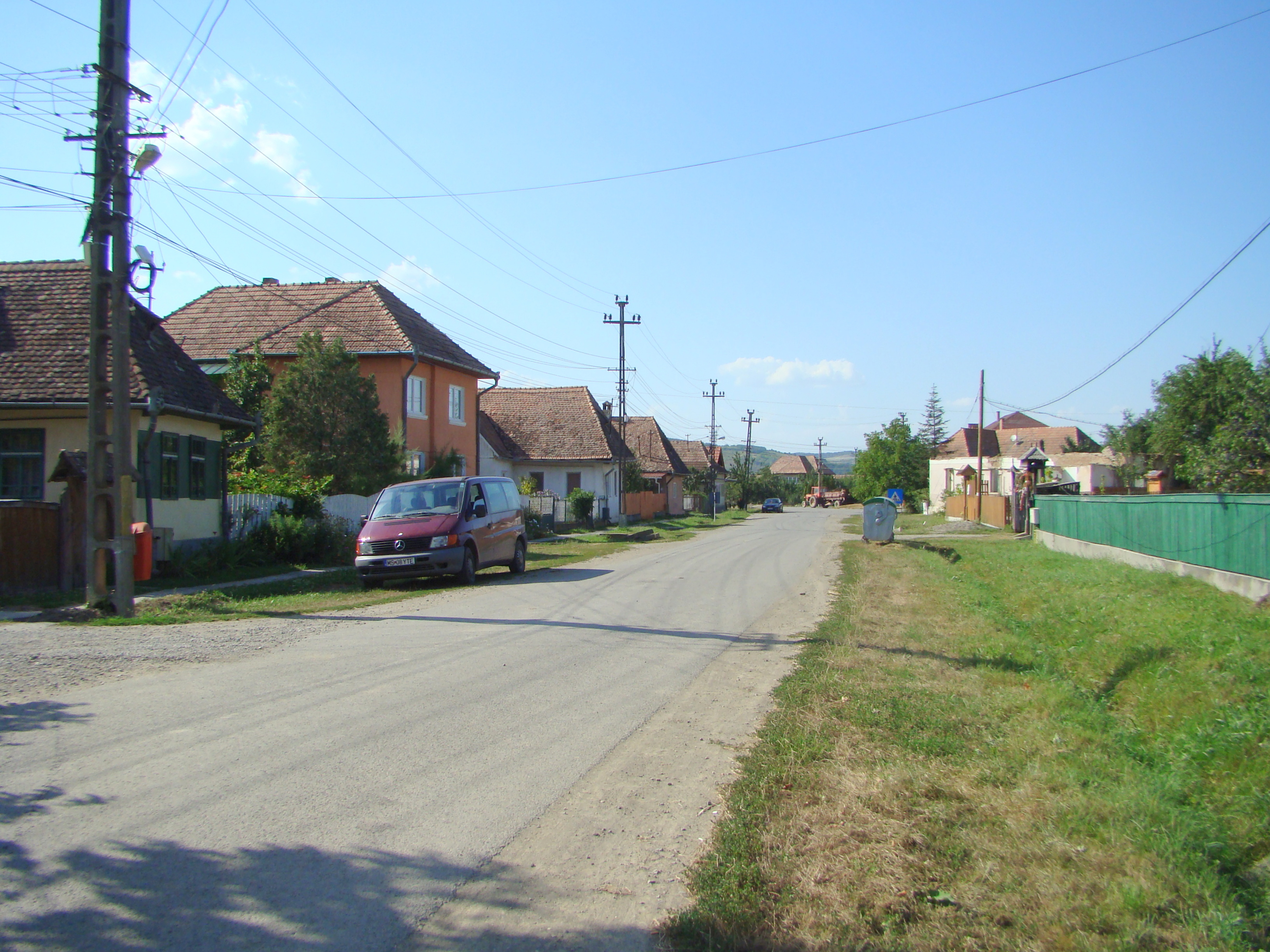
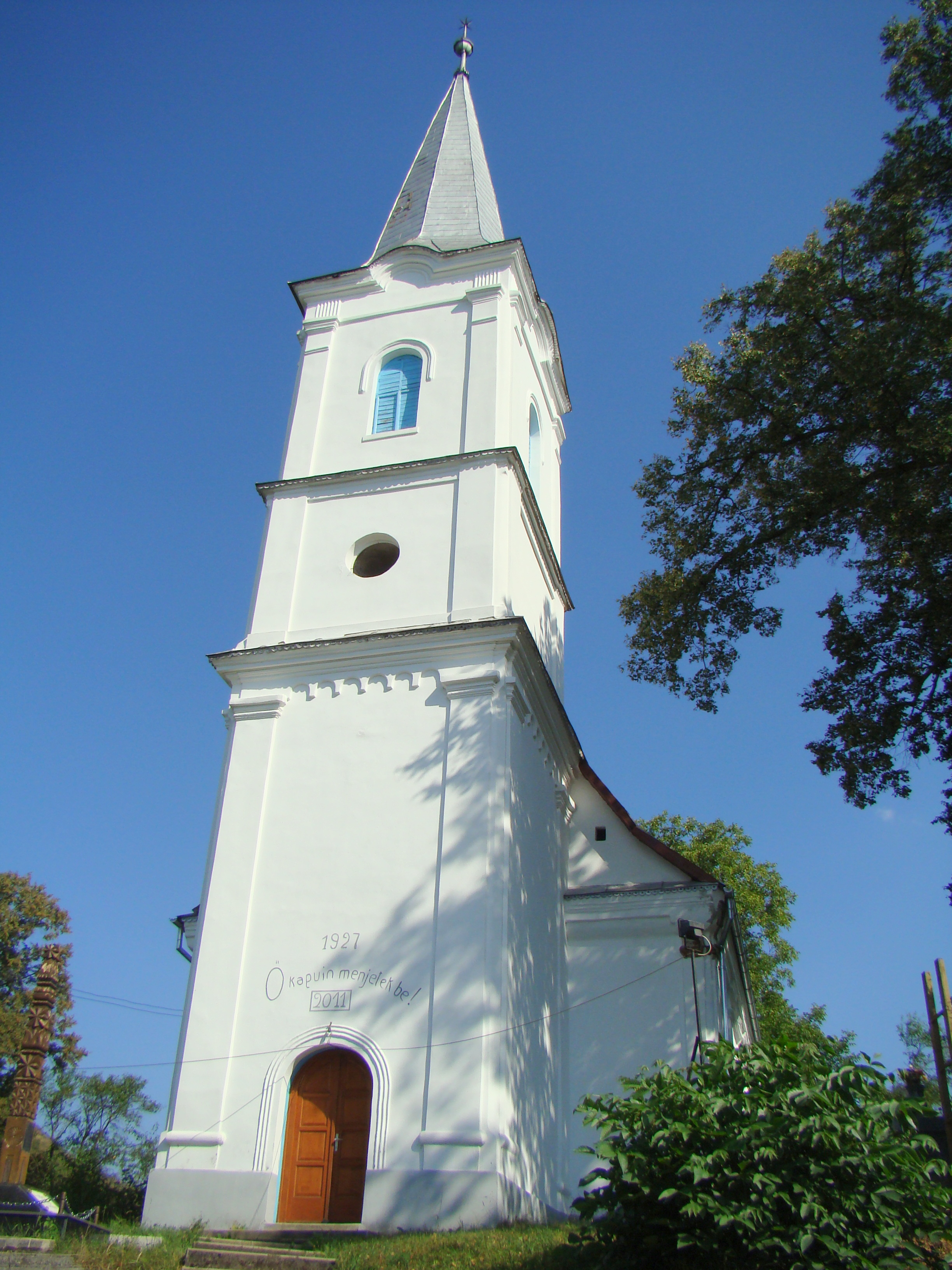
Biserica reformată (1760)
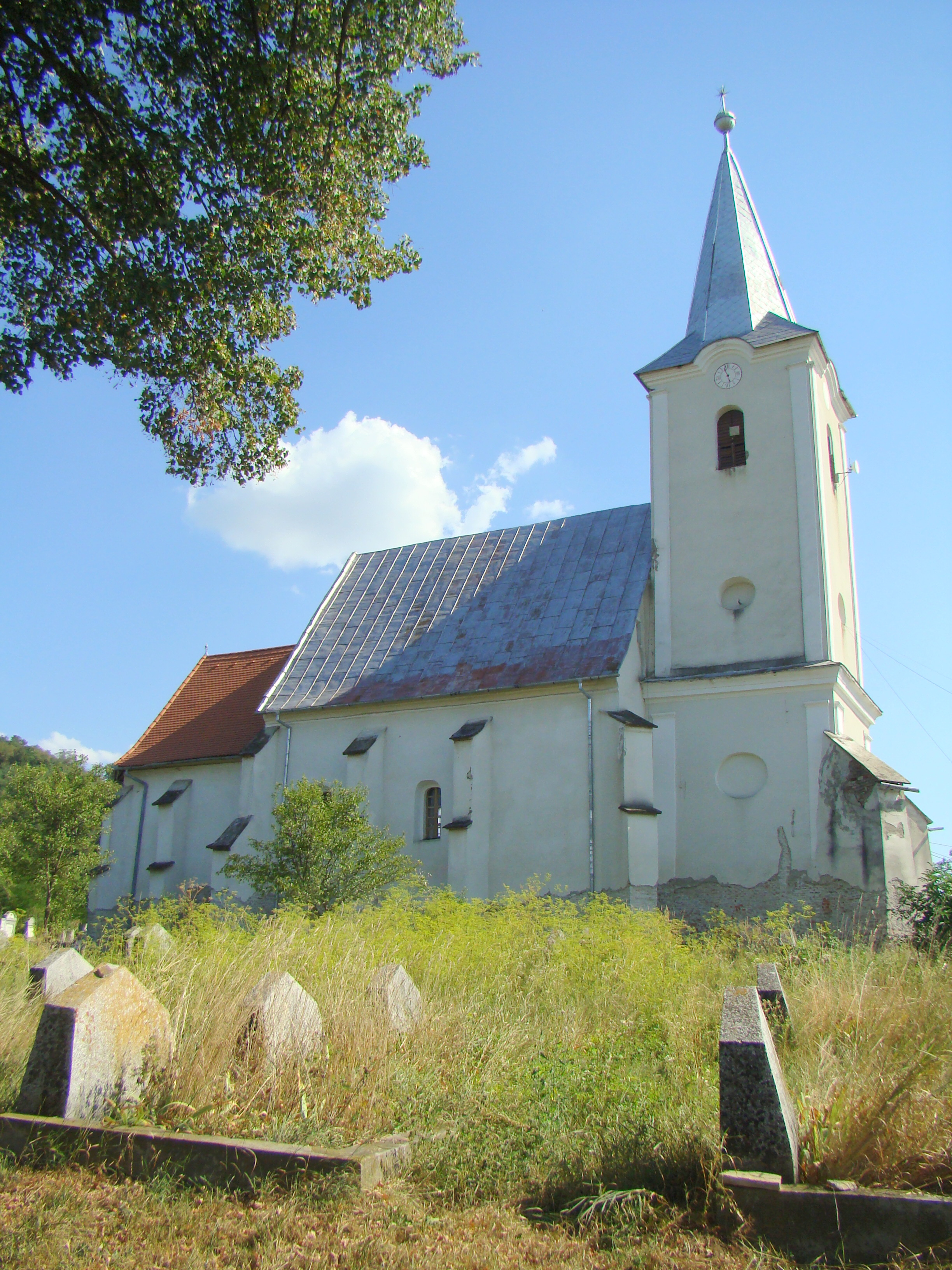
Biserica unitariană (secolul XV)
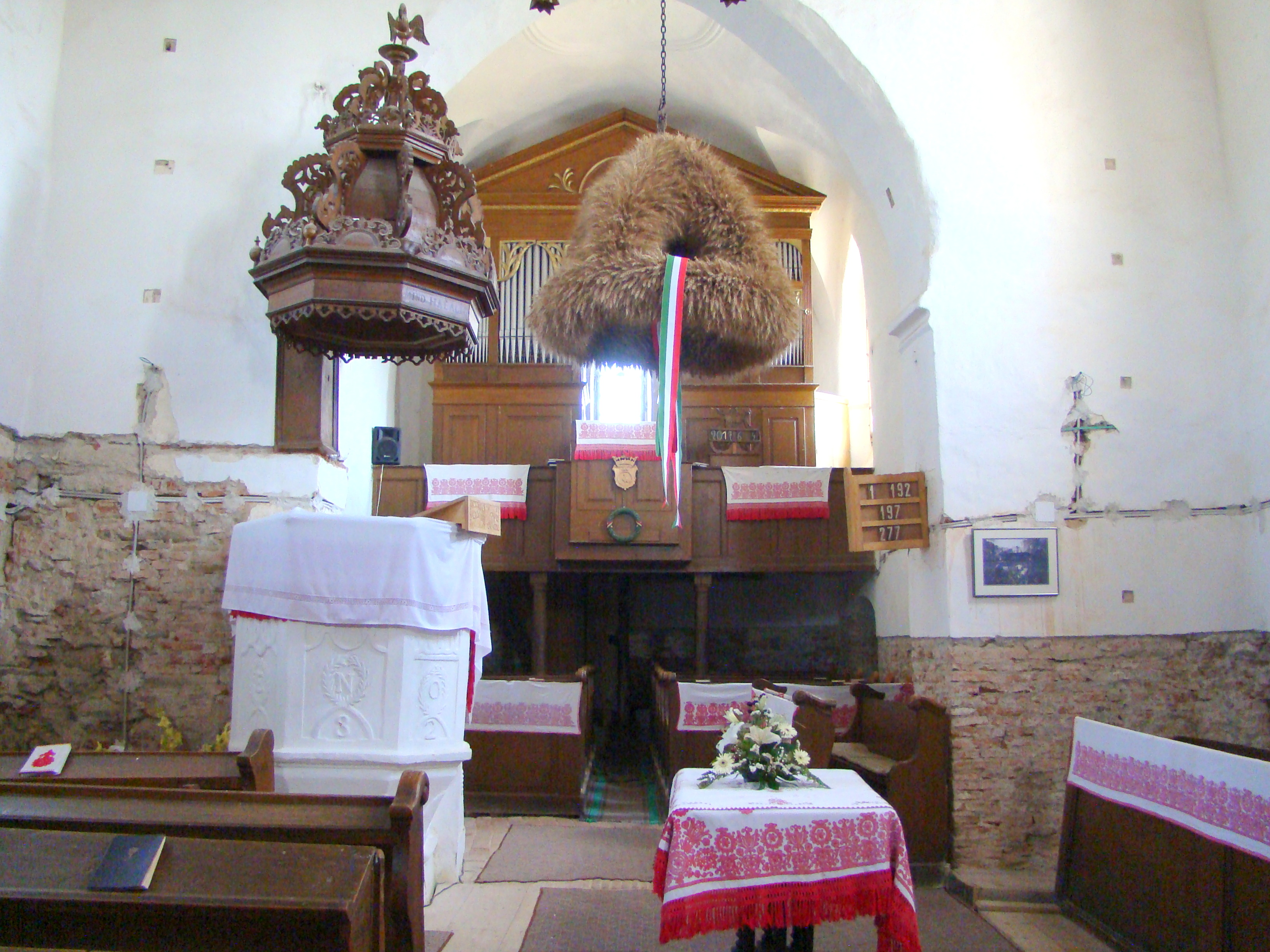
Biserica unitariană (monument istoric)
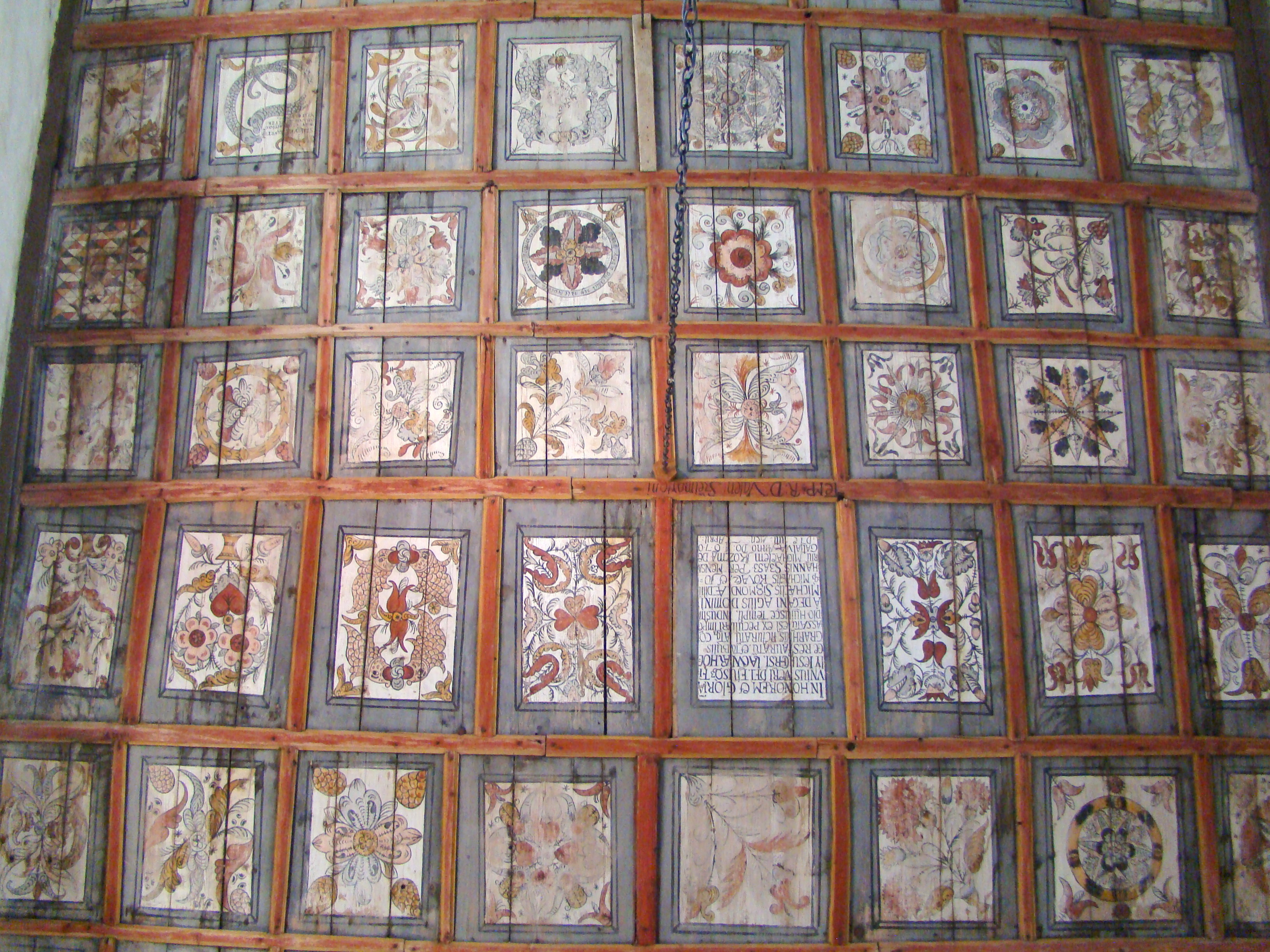
Tavanul casetat
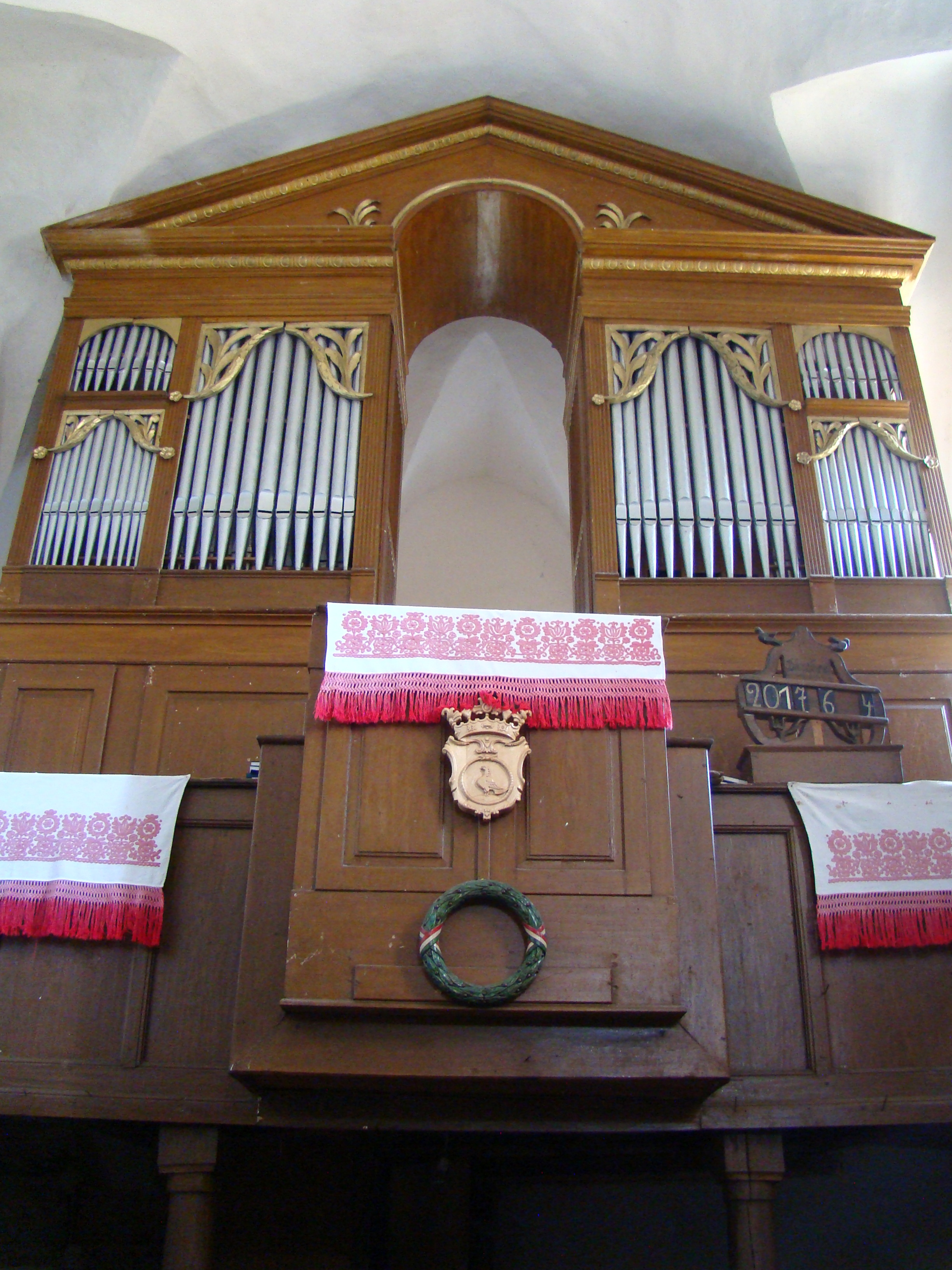
Orga
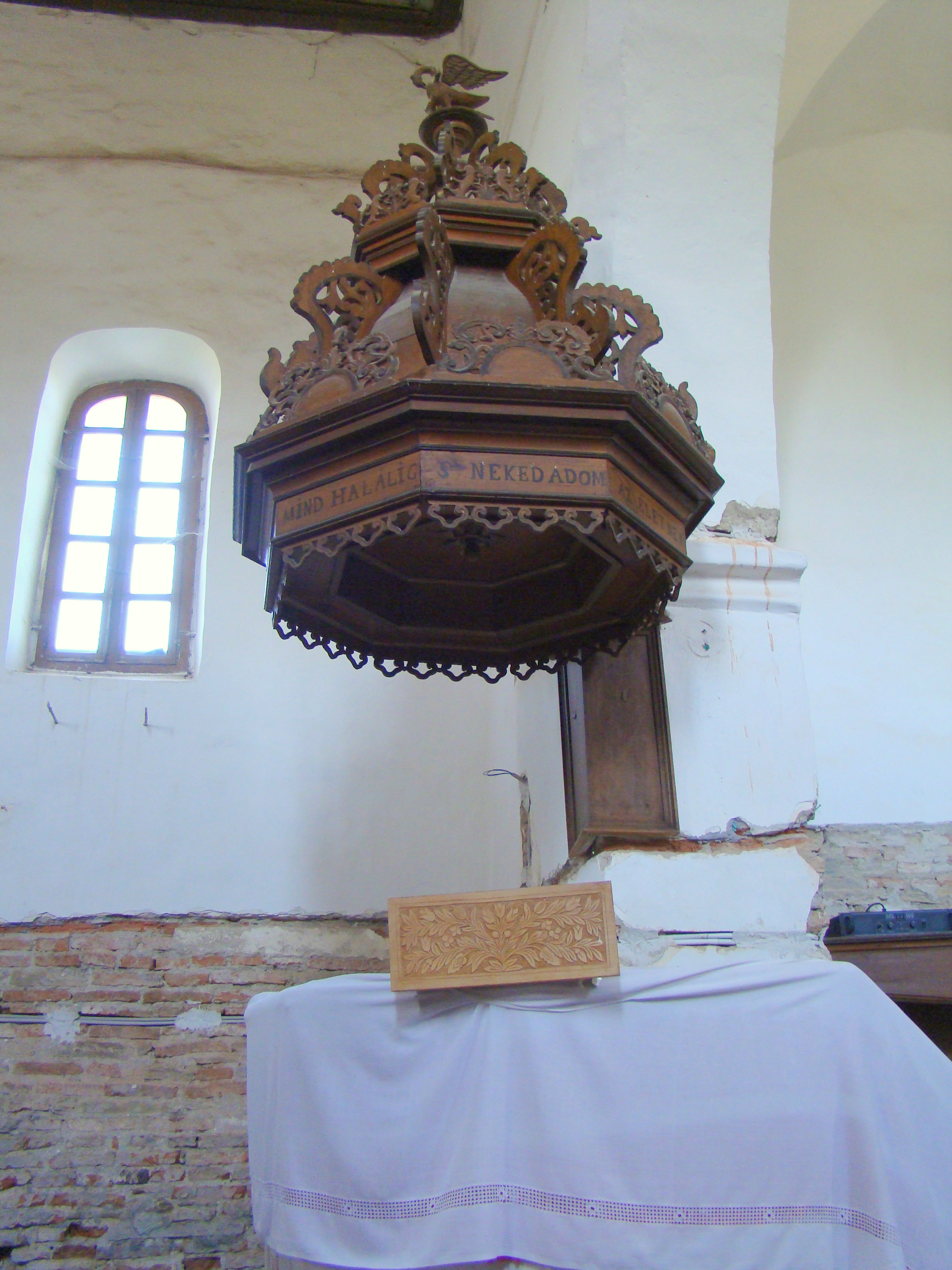
Coroana amvonului